# Fumio Hayasaka
Fumio Hayasaka (早 坂 文 雄 Hayasaka Fumio, 19 d'agost de 1914 – 15 d'octubre de 1955) va ser un compositor japonès de música clàssica i de bandes sonores de pel·lícules.

## Primers anys
Hayasaka va néixer a la ciutat de Sendai, a la principal illa japonesa de Honshu. En 1918, ell i la seva família es van mudar a Sapporo, a l'illa del nord de Hokkaido. El 1933, Fumio H. i Akira Ikufube van organitzar la Lliga Nova Música, i l'any següent van celebrar un festival de música.
Hayasaka va guanyar diversos premis per les seves composicions de concert. El 1935, la seva obra Futatsu no sanka e no zensōkyoku va guanyar el primer premi en un concurs de ràdio, i una altra peça de concert, Kodai no bukyoku, va guanyar el Premi 1938 Weingartner. Altres obres destacades són Nocturne (1936) per a piano, i Ancient Dance (1938) per a orquestra. El 1939, Hayasaka es va traslladar a Tòquio per començar una carrera com a compositor de bandes sonores. A principis de 1940, era reconegut com "un compositor important per al cinema japonès".

## Música de cinema en la postguerra
Després de la guerra, Hayasaka va continuar treballant en la música per a pel·lícules i va guanyar ràpidament el reconeixement per les seves composicions. El 1946, va rebre el premi de música per a pel·lícula amb Un enemic del poble (Minshū no Teki, 1946) en la primera edició dels Premis Cinema Mainichi. L'any següent, el 1947 va recollir el premi de cinema Mainichi per la música d'una pel·lícula de Teinosuke Kinugasa.
A finals de 1940, Hayasaka va convidar al seu amic Akira Ifukube per escriure la música de cinema en el Tōhō Studios. La primera banda sonora d'Ifukube per s Toho va ser per a Ginrei no hate de Senkichi Taniguchi de 1947. Toshiro Mifune, el famós actor que més tard va protagonitzar la major part de les pel·lícules de Kurosawa, es va reunir primer amb Kurosawa en una preselecció del repartiment.

## Relació amb Akira Kurosawa
Fumio Hayasaka va establir una cèlebre associació amb el gran director japonès Akira Kurosawa, que no va durar massa a causa de la mort del compositor. La pel·lícula de 1948 L'àngel ebri (Yoidore Tenshi) va ser la primera pel·lícula dirigida per Akira Kurosawa en la que Hayasaka va compondre la música. Director i compositor col·laboraren per posar a prova "l'oposició de la música i l'actuació". La seva col·laboració es va convertir en una relació artística molt profunda, amb Hayasaka aportant idees a la part visual de la pel·lícula. En la seva autobiografia, Kurosawa diu que "el treball amb Hayasaka ha canviat els meus punts de vista sobre com s'ha d'utilitzar la música de cinema"; des de llavors, veia la música com a "contrapunt" a la imatge i no només com un "acompanyament". Aquesta és també la primera pel·lícula en la que Kurosawa incorpora Toshiro Mifune com a actor.
Entre les pel·lícules en les que Hayasaka col·laborà amb Kurosawa destaquen ''El gos rabiós'' (1949), Rashōmon (1950), Ikiru (1952) i Shichinin no Samurai (Els set samurais) (1954). Durant els anys 50, Hayasaka també va compondre la música per a les pel·lícules d'un altre gran mestre del cinema japonès, Kenji Mizoguchi. Hayasaka va compondre música per a Ugetsu (1953), Sansho Dayu (L'intendent Sansho) (1954) i Chikamatsu Monogatari (Els amants crucificats) (1954).
La pel·lícula Rashōmon (1950) fou especialment significativa per a Hayasaka, ja que va guanyar el Lleó d'Or 1951 del Festival de Cinema de Venècia, i és considerada la primera pel·lícula japonesa amb una gran difusió a Occident. En la cultura del cinema japonès, els directors normalment volien música que sonava com en les obres occidentals conegudes. Kurosawa volia que, específicament, Hayasaka compongués música que sonava com el Boléro de Maurice Ravel. Masaru Sato, llavors un jove compositor, estava tan impressionat amb la música que es va decidir a estudiar amb Hayasaka. Aquesta pel·lícula també es va relacionar amb la cicatriu atòmica de la cultura japonesa, encara que les forces d'ocupació nord-americanes van prohibir als mitjans de comunicació japonesos de "criticar el paper d'Amèrica en la tragèdia" de Hiroshima i Nagasaki, Rashōmon representa una època històrica del Japó, on les seves ciutats estan en ruïna i el caos social és general.
Hayasaka va estar molt productiu en els anys anteriors a la seva mort. El 1950, va fundar l'Associació de Música de Cinema. La pel·lícula de 1953 Ugetsu, dirigida per Kenji Mizoguchi, va comptar amb la partitura de Hayasaka. La pel·lícula guanyà el premi de plata en el Festival de Cinema de Venècia el 1953. L'any següent, el 1954, Hayasaka va col·laborar en una altra pel·lícula de Mizoguchi del gènere jidai-geki, L'intendent Sansho (Sansho Dayu). Aquesta pel·lícula va compartir el premi Lleó d'Argent de 1954 en el Festival de Cinema de Venècia amb la pel·lícula d'Elia Kazan, La llei del silenci, La Strada de Federico Fellini i Shichinin no Samurai (Els set samurais) de Kurosawa.
Shichinin no Samurai és una pel·lícula del gènere jidai-geki de Kurosawa que també compta amb música de Hayasaka. En aquell moment, fou la producció més important del cinema japonès. La pel·lícula va comptar amb una sòlida partitura, estretament relacionada amb la música simfònica occidental. Masaru Sato va ajudar en l'orquestració de la partitura de Hayasaka. Aquesta composició va utilitzar el leitmotif, que és un mètode d'organització compositiva característic d'algunes òperes occidentals.
Durant la seva estada a Tòquio, Hayasaka també va escriure diversos concerts notables com Danses antigues de l'esquerra i de la dreta (Ancient Dances of the Left and on the Right) (1941), el Concert per a piano (1948) i la suite per a orquestra Yukara (1955). Hayasaka va servir com a mentor musical de Masaru Sato i Tōru Takemitsu.

## Mort
El 1955, Hayasaka va morir de tuberculosi a Tòquio a l'edat de 41. Va morir mentre treballava en Visc amb por (Ikimono no kiroku), i Masaru Sato va haver de completar la partitura. La profunditat de la relació entre Hayasaka i Kurosawa es mostra en la qual aquesta pel·lícula era sobre la base d'una conversa entre els dos amics. Hayasaka estava ja molt malalt i pensava en la por a la mort. Feble i malalt de tuberculosi va dir a Kurosawa que "amb aquesta malaltia que amenaça la vida, no puc treballar". Aquestes paraules afectaren profundament a Kurosawa. A causa de recents proves nuclears en el Pacífic, així com la cicatriu cultural com a conseqüència des de les primeres bombes atòmiques, el temor a la mort nuclear era freqüent entre els japonesos. Amb la consicència de tot això, Kurosawa (en 1991) més tard comentaria que "la bomba atòmica segueix matant japonesos". Kurosawa es va veure profundament afectat per la mort del seu amic i "va caure en una profunda depressió". La pel·lícula Ikimono no kiroku combina la seva depressió i el record al malson atòmic dels japonesos, i crea una pel·lícula que il·lustra l'"experiència humana en l'era atòmica".

## Influència en altres compositors
Akira Ifukube va rebre la influencia de Hayasaka en la música de pel·lícules. Per exemple, a Godzilla de Toho Studio, segellant la seva fama com a compositor en pel·lícules de terror japoneses. Aquesta va ser una d'unes quantes pel·lícules de la postguerra que mostra la por japonesa als efectes de les armes atòmiques.
Després d'acabar la composició de Hayasaka per a Record of a Living Being, Masaru Sato va fer la música de set pel·lícules més de Kurosawa. El 1957, Sato va compondre una partitura per a la pel·lícula jidai-geki de Kurosawa, Tron de sang (Kumonosu-jō), banda sonora que també incorpora música de Verdi, i segueix amb la influència occidental i orquestral de Hayasaka. Sato va seguir incorporant la influència de la música occidental profundes al llarg de la seva carrera, per la qual cosa era "especialment accessibles als oients no orientals". Aquesta va ser una altra pel·lícula de Kurosawa que, indirectament, fa referència a les bombes atòmiques; es troba en "un període posterior a la compondre el seu Requiem per a corda (1957).

## Estil musical
Als primers anys, la música de Hayasaka era tardo-romàntica amb influències de la música tradicional japonesa. En els anys abans de la seva mort, el seu estil va derivar cap a la atonalitat i el modernisme. Va seguir amb la tradició de les bandes sonores d'utilitzar música d'orquestra occidental, en part per les demandes dels directors.

## Obres clàssiques

### Obres orquestrals
- Prelude for Two Hymns (1936)
- Ancient Dance (1938)
- Overture in D (1939)
- Adagio for strings (1940)
- Ancient Dances on the Left and on the Right (1941)
- The Tale of the Tree of Muku (1946)
- Piano Concerto (1948)
- Metamorphosis for orchestra (1953)
- Yukara (1955)

### Obra de música de cambra/instrumental
- Kunshi no Iori, per a piano (1934)
- Nocturne No. 1, per a piano (1937)
- Piano Pieces for Chamber (1941)
- Four unaccompanied songs to poems by Haruo Sato for solo soprano (1944)
- Romance, per a Piano
- Nocturne No. 2, per a piano (1947)
- Autumn, per a piano (1947)
- String Quartet (1950)
- Suite in Seven Parts (1952)